# Єлизавета Тереза Лотаринзька
Єлизавета Тереза Лотаринзька (фр. Élisabeth-Thérèse de Lorraine, італ. Elisabetta Teresa di Lorena, 15 жовтня 1711 — 3 липня 1741) — лотаринзька принцеса з дому де Водемон, донька герцога Лотаринзького Леопольда I та французької принцеси Єлизавети Шарлотти Орлеанської, дружина короля Сардинії та герцога Савої Карла Еммануїла III, рідна сестра імператора Священної Римської імперії Франца I.

## Життєпис
Єлизавета Тереза народилась 15 жовтня 1711 року в Люневільському замку. Вона була одинадцятою дитиною та сьомою донькою в родині герцога Лотаринзького Леопольда I та його дружини Єлизавети Шарлотти Орлеанської. На момент її народження живими залишились тільки два старші братиː Леопольд Клемент та Франсуа Етьєнн. У наступні три роки в сім'ї з'явились молодші дітиː Шарль Александр та Анна Шарлотта. Малеча зростала під турботливим доглядом матері. Жила родина в Люневільському замку.
У 1722 році Єлизавета Тереза із матір'ю та сестрою відвідали Францію і були присутніми на коронації юного Людовіка XV в Реймському соборі. З цього приводу дівчатка познайомилися з бабусею Єлизаветою Шарлоттою Пфальцькою, яка знайшла онук милими та досить привабливими, про що й писала надалі в листах.
Навесні 1725 року у Франції почали шукати дружину для Людовіка XV. Серед підходящих сімнадцяти принцес королівської крові згадувалося й ім'я Єлизавети Терезії. Однак, наймогутніша жінка версальського двору маркіза де Прі лякалася конкуренції з боку молодих красунь, і, завдяки її інтригам, нареченою короля стала маловідома польська принцеса Марія Лещинська, старша від нього на сім років. Сподівання герцогської пари Лотарингії, що королевою стане котрась із їх доньок зазнали поразки. Особливо гнівалася з цього приводу Єлизавета Шарлотта.
1729 року вона пропонувала котрусь із своїх доньок як нову дружину для Людовіка де Бурбона, сина герцога Орлеанського, після смерті Августи Баден-Баденської, але той, будучи нестямно закоханим у покійну дружину, навідріз відмовився та звернувся до духовного життя. Ці перемовини також не сприяли налагодженню відносин між Лотарингією та Францією.
Того ж року помер герцог Леопольд I, наступним правителем став Франсуа Етьєнн. Але, оскільки він проживав у Відні, регентство в країні здійснювала вдовіюча герцогиня Єлизавета Шарлотта.
У 1730-х, під час війна за польську спадщину, Лотарингія була знову захоплена французькими військами.
У лютому 1736 року Франсуа Етьєнн побрався із спадкоємицею трону Священної Римської імперії Марією-Терезією. Це відразу підвищило престиж його сестри як нареченої. Наприкінці 1736 року руки Єлизавети Терези попросив король Сардинії Карл Еммануїл III.
Весілля за домовленістю пройшло 5 березня 1737 у Люневілі. Короля представляв Віктор-Амадей Савойський-Каріньян. Наступного дня принцеса від'їхала до Ліону, куди прибула 14 березня. Посаг за нею давав її брат, шлюбний контракт було підписано у Відні ним, Марією-Терезією та імператором Карлом VI. Вінчання відбулося 1 квітня в Ле-Пон-де-Бовуазен. Нареченій було 25 років, нареченому — 35. Карл Еммануїл був двічі вдівцем і мав чотирьох дітей від попереднього шлюбу. Певний час молодята провели в Шамбері.
Подружжя прибуло до Турину 21 квітня 1737 року. В них народилося троє дітей. За два тижні після народження молодшого сина, Єлизавета Тереза пішла з життя у палаці Венаріо від пологової гарячки.
Поховали королеву у Катедральному соборі Турина. У 1786 році, за дорученням Віктора Амадея III, прах було перенесено до королівської базиліки Суперга.

## Родина
Чоловік — Карл Еммануїл III
Дітиː

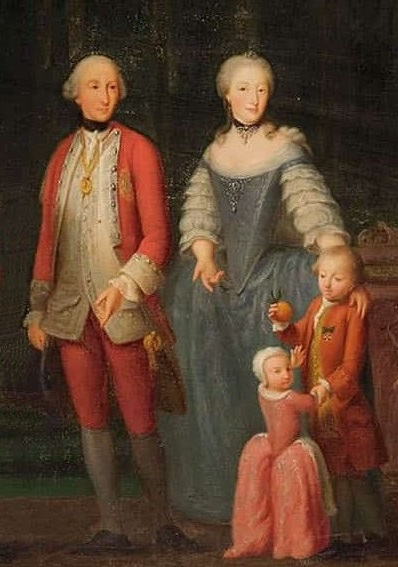
Єлизавета з Карлом та дітьми

- Карло Франческо (1738—1745) прожив 6 років;
- Вітторія Маргарита (1740—1742) прожила 2 роки;
- Бенедетто Мауріціо (1741—1808) — герцог Шабле, був одружений з Марією Анною Савойською, дітей не мав.

## Титули
- 15 жовтня 1711 — 1 квітня 1737 — Її високість принцеса Єлизавета Тереза Лотаринзька;
- 1 квітня 1737 — 3 липня 1741 — Її величність королева Сардинії.